# Babina
Babina je vesnice, část města Plasy v okrese Plzeň-sever v Plzeňském kraji. Nachází se asi tři kilometry východně od Plas. Ves je součástí Mikroregionu Dolní Střela.
Babina sousedí s Kopidlem a Kočínem na východě, se zaniklým Čečínem na jihovýchodě, s Nebřezinami na jihozápadě a městem Plasy na západě. V katastrálním území vsi se nachází samota Rouda. Vsí protéká Nebřezinský potok.

## Historie
Jižně od vesnice je v poloze Za Humny obtékané ze dvou stran Nebřezinským potokem povrchovými sběry doloženo pravěké sídliště z pozdní doby halštatské.
První písemná zmínka o vesnici pochází z roku 1175.
Na začátku dvacátého století se u Babiny těžilo černé uhlí. V dole Stará šachta v majetku Klementa Metternich-Winneburga se dobývala sloj o mocnosti 0,6 až jeden metru v hloubkách okolo osmi až dvaceti metrů. Nejpozději roku 1918 byl provoz dolu ukončen.

## Obyvatelstvo
| Rok            | 1869 | 1880 | 1890 | 1900 | 1910 | 1921 | 1930 | 1950 | 1961 | 1970 | 1980 | 1991 | 2001 | 2011 | 2021 |
| -------------- | ---- | ---- | ---- | ---- | ---- | ---- | ---- | ---- | ---- | ---- | ---- | ---- | ---- | ---- | ---- |
| Počet obyvatel | 303  | 331  | 299  | 302  | 270  | 274  | 309  | 238  | 247  | 226  | 198  | 193  | 193  | 193  | 214  |
| Počet domů     | 42   | 46   | 48   | 48   | 49   | 50   | 59   | 69   | 69   | 67   | 59   | 74   | 76   | 81   | 87   |

## Obecní správa
Při sčítání lidu v letech 1869–1950 Babina byla samostatnou obcí, se kterým patřila nejprve do okresu Kralovice, ale v roce 1950 v okrese Plasy. Od roku 1960 je částí města Plasy v okrese Plzeň-sever.

## Pamětihodnosti
- myslivna Rouda (čp. 46)
- socha svatého Judy Tadeáše
- kaple z 18. století

## Osobnosti
- Josef Ladislav Jícha (1934–2021), výtvarník[9][10]